# Ябу, Наото
Наото Ябу（яп. 養父 直人, род. 30 сентября 1970, префектура Хиого） — японский дзюдоист. Окончил Университет Тенри. Завершил профессиональную спортивную карьеру.
Рост — 182 см. Спортивный вес — 120 кг. Выступал в категориях свыше 95 кг. Хорошо владеет техникой Харайгоси（яп. 払腰）. Один из рекордсменов по участию во Всеяпонском чемпионате по дзюдо (12 раз).
После ухода из профессионального спорта работал тренером по дзюдо в университете Тенри.

## Достижения в дзюдо
| Первое место                                  |      |
| Немецкий международный чемпионат              | 1992 |
| Немецкий международный чемпионат              | 1997 |
| Второе место                                  |      |
| Всеяпонский студенческий чемпионат по весу    | 1990 |
| Всеяпонский студенческий чемпионат            | 1991 |
| Всеяпонский студенческий чемпионат            | 1992 |
| Третье место                                  |      |
| Всеяпонский чемпионат                         | 1993 |
| Всеяпонский чемпионат                         | 1994 |
| Всеяпонский чемпионат                         | 1995 |
| Московский международный турнир категории «А» | 1998 |